# Scherma ai Giochi della IV Olimpiade - Sciabola individuale maschile
La competizione della Sciabola individuale maschile  di Scherma ai Giochi della IV Olimpiade si tenne dal 17 al 24 luglio 1908 al Fencing Ground presso lo Stadio di White City a Londra.

## Eliminatorie

### 1 turno
Si disputarono 13 gironi, i primi 3 classificati accedevano al 2 Turno
| Pos. | Atleta                  | Nazione     | TV | TS |
| ---- | ----------------------- | ----------- | -- | -- |
| 1    | Fritz Flesch            | Austria     | 5  | 0  |
| 2    | Jetze Doorman           | Paesi Bassi | 3  | 2  |
| 2    | Vlastimil Lada-Sázavský | Boemia      | 3  | 2  |
| 4    | Jean de Mas Latrie      | Francia     | 2  | 3  |
| 5    | Henri Six               | Belgio      | 1  | 4  |
| 5    | Jaroslav Tuček          | Boemia      | 1  | 4  |

| Pos. | Atleta               | Nazione     | TV | TS | VS | SS |
| ---- | -------------------- | ----------- | -- | -- | -- | -- |
| 1    | Otakar Lada          | Boemia      | 3  | 1  |    |    |
| 2    | Péter Tóth           | Ungheria    | 2  | 2  | 1  | 0  |
| 2    | Joseph Van der Voodt | Belgio      | 2  | 2  | 1  | 0  |
| 4    | Arthur Murray        | Regno Unito | 2  | 2  | 0  | 2  |
| 5    | Johann Adam          | Germania    | 1  | 3  |    |    |

| Pos. | Atleta             | Nazione     | TV | TS | VS | SS |
| ---- | ------------------ | ----------- | -- | -- | -- | -- |
| 1    | Alfred Labouchere  | Paesi Bassi | 4  | 1  |    |    |
| 2    | Étienne Grade      | Belgio      | 3  | 2  | 1  | 0  |
| 2    | Fritz Jack         | Germania    | 3  | 2  | 1  | 0  |
| 4    | Jean-Joseph Renaud | Francia     | 3  | 2  | 0  | 2  |
| 5    | Dino Diana         | Italia      | 2  | 3  |    |    |
| 6    | Douglas Godfree    | Regno Unito | 0  | 5  |    |    |

| Pos. | Atleta             | Nazione     | TV | TS | VS | SS |
| ---- | ------------------ | ----------- | -- | -- | -- | -- |
| 1    | William Marsh      | Regno Unito | 3  | 1  |    |    |
| 2    | René Lateux        | Francia     | 2  | 2  | 1  | 0  |
| 2    | Richard Schoemaker | Paesi Bassi | 2  | 2  | 1  | 0  |
| 4    | Julius Lichtenfels | Germania    | 2  | 2  | 0  | 2  |
| 5    | Harald Krenchel    | Danimarca   | 1  | 3  |    |    |

| Pos. | Atleta                   | Nazione     | TV | TS |
| ---- | ------------------------ | ----------- | -- | -- |
| 1    | Arie de Jong             | Paesi Bassi | 2  | 1  |
| 1    | Alessandro Pirzio Biroli | Italia      | 2  | 1  |
| 1    | Einar Schwarz-Nielsen    | Danimarca   | 2  | 1  |
| 4    | Georges Langevin         | Francia     | 0  | 3  |

| Pos. | Atleta                 | Nazione     | TV | TS | VS | SS |
| ---- | ---------------------- | ----------- | -- | -- | -- | -- |
| 1    | Georges de la Falaise  | Francia     | 3  | 1  |    |    |
| 1    | Jenő Szántay           | Ungheria    | 3  | 1  |    |    |
| 3    | August Petri           | Germania    | 2  | 2  | 1  | 0  |
| 4    | Antoine Van Tomme      | Belgio      | 2  | 2  | 0  | 1  |
| 5    | Maurits van Löben Sels | Paesi Bassi | 0  | 4  |    |    |

| Pos. | Atleta                 | Nazione     | TV | TS | VS | SS |
| ---- | ---------------------- | ----------- | -- | -- | -- | -- |
| 1    | Dezső Földes           | Ungheria    | 5  | 0  |    |    |
| 2    | Sante Ceccherini       | Italia      | 4  | 1  |    |    |
| 3    | Richard Badman         | Regno Unito | 2  | 3  | 1  | 0  |
| 4    | Lion van Minden        | Paesi Bassi | 2  | 3  | 0  | 1  |
| 5    | Jakob Erckrath de Bary | Germania    | 1  | 4  |    |    |
| 5    | Ismaël de Lesseps      | Francia     | 1  | 4  |    |    |

| Pos. | Atleta                    | Nazione     | TV | TS |
| ---- | ------------------------- | ----------- | -- | -- |
| 1    | Marcello Bertinetti       | Italia      | 4  | 1  |
| 1    | Bertrand Marie de Lesseps | Francia     | 4  | 1  |
| 3    | Béla Zulawszky            | Ungheria    | 3  | 2  |
| 4    | Robert Krünert            | Germania    | 2  | 3  |
| 4    | Charles Wilson            | Regno Unito | 2  | 3  |
| 6    | Walter Gates              | Sudafrica   | 0  | 5  |

| Pos. | Atleta                        | Nazione     | TV | TS |
| ---- | ----------------------------- | ----------- | -- | -- |
| 1    | Oszkár Gerde                  | Ungheria    | 4  | 1  |
| 1    | Lauritz Christian Østrup      | Danimarca   | 4  | 1  |
| 3    | Willem Hubert van Blijenburgh | Paesi Bassi | 3  | 2  |
| 4    | André du Bosch                | Belgio      | 2  | 3  |
| 4    | Alfred Keene                  | Regno Unito | 2  | 3  |
| 6    | Jacques de Saint-Brisson      | Francia     | 0  | 5  |

| Pos. | Atleta                     | Nazione     | TV | TS |
| ---- | -------------------------- | ----------- | -- | -- |
| 1    | Vilém Goppold von Lobsdorf | Boemia      | 7  | 0  |
| 2    | Paul Anspach               | Belgio      | 4  | 3  |
| 2    | Jenő Apáthy                | Ungheria    | 4  | 3  |
| 4    | Edward Brookfield          | Regno Unito | 3  | 4  |
| 4    | Johan van Schreven         | Paesi Bassi | 3  | 4  |
| 6    | Pietro Sarzano             | Italia      | 2  | 4  |
| 6    | Georg Stöhr                | Germania    | 2  | 4  |
| 8    | Jean Mikorski              | Francia     | 2  | 5  |

| Pos. | Atleta               | Nazione     | TV | TS |
| ---- | -------------------- | ----------- | -- | -- |
| 1    | Jenő Fuchs           | Ungheria    | 5  | 0  |
| 2    | Gustaaf van Hulstijn | Paesi Bassi | 4  | 1  |
| 3    | Vilém Tvrzský        | Boemia      | 3  | 2  |
| 4    | Luigi Pinelli        | Italia      | 2  | 3  |
| 5    | Ernst Moldenhauer    | Germania    | 1  | 4  |
| 6    | Lockhart Leith       | Regno Unito | 0  | 5  |

| Pos. | Atleta            | Nazione     | TV | TS |
| ---- | ----------------- | ----------- | -- | -- |
| 1    | George van Rossem | Paesi Bassi | 4  | 1  |
| 2    | Barry Notley      | Regno Unito | 3  | 2  |
| 2    | Bedřich Schejbal  | Boemia      | 3  | 2  |
| 4    | Louis Chapuis     | Francia     | 3  | 2  |
| 5    | Alexis Simonson   | Belgio      | 2  | 3  |
| 6    | Albert Naumann    | Germania    | 0  | 5  |

| Pos. | Atleta          | Nazione     | TV | TS |
| ---- | --------------- | ----------- | -- | -- |
| 1    | Lajos Werkner   | Ungheria    | 5  | 1  |
| 2    | Riccardo Nowak  | Italia      | 4  | 2  |
| 2    | Emil Schön      | Germania    | 4  | 2  |
| 4    | Marc Perrodon   | Francia     | 3  | 3  |
| 5    | Jan de Beaufort | Paesi Bassi | 2  | 4  |
| 5    | F. Tuček        | Boemia      | 2  | 4  |
| 7    | Anthony Chalke  | Regno Unito | 1  | 5  |

### 2 turno
Si disputarono 8 gironi, i primi 2 classificati accedevano alle semifinali.
| Pos. | Atleta             | Nazione     | TV | TS | VS | SS |
| ---- | ------------------ | ----------- | -- | -- | -- | -- |
| 1    | Jenő Fuchs         | Ungheria    | 3  | 1  |    |    |
| 2    | Barry Notley       | Regno Unito | 2  | 2  | 2  | 0  |
| 3    | Richard Schoemaker | Paesi Bassi | 2  | 2  | 0  | 1  |
| 3    | Étienne Grade      | Belgio      | 2  | 2  | 0  | 1  |
| 5    | René Lateux        | Francia     | 1  | 3  |    |    |

| Pos. | Atleta                     | Nazione     | TV | TS |
| ---- | -------------------------- | ----------- | -- | -- |
| 1    | Joseph Van der Voodt       | Belgio      | 3  | 1  |
| 1    | Vilém Goppold von Lobsdorf | Boemia      | 3  | 1  |
| 3    | William Marsh              | Regno Unito | 2  | 2  |
| 4    | Riccardo Nowak             | Italia      | 1  | 3  |
| 4    | Arie de Jong               | Paesi Bassi | 1  | 3  |

| Pos. | Atleta           | Nazione  | TV | TS |
| ---- | ---------------- | -------- | -- | -- |
| 1    | Oszkár Gerde     | Ungheria | 4  | 0  |
| 2    | Sante Ceccherini | Italia   | 3  | 1  |
| 3    | Otakar Lada      | Boemia   | 2  | 2  |
| 4    | Emil Schön       | Germania | 1  | 3  |
| 5    | Paul Anspach     | Belgio   | 0  | 4  |

| Pos. | Atleta                   | Nazione     | TV | TS | VS | SS |
| ---- | ------------------------ | ----------- | -- | -- | -- | -- |
| 1    | Marcello Bertinetti      | Italia      | 4  | 0  |    |    |
| 2    | Jetze Doorman            | Paesi Bassi | 2  | 2  | 1  | 0  |
| 3    | August Petri             | Germania    | 2  | 2  | 0  | 1  |
| 4    | Alessandro Pirzio Biroli | Italia      | 1  | 3  |    |    |
| 4    | Vlastimil Lada-Sázavský  | Boemia      | 1  | 3  |    |    |

| Pos. | Atleta            | Nazione     | TV | TS |
| ---- | ----------------- | ----------- | -- | -- |
| 1    | Lajos Werkner     | Ungheria    | 4  | 0  |
| 2    | Dezső Földes      | Ungheria    | 3  | 1  |
| 3    | George van Rossem | Paesi Bassi | 2  | 2  |
| 4    | Richard Badman    | Regno Unito | 1  | 3  |
| 5    | Fritz Jack        | Germania    | 0  | 4  |

| Pos. | Atleta                    | Nazione     | TV  | TS  |
| ---- | ------------------------- | ----------- | --- | --- |
| 1    | Bertrand Marie de Lesseps | Francia     | 3   | 0   |
| 2    | Béla Zulawszky            | Ungheria    | 2   | 1   |
| 3    | Bedřich Schejbal          | Boemia      | 1   | 2   |
| 4    | Vilém Tvrzský             | Boemia      | 0   | 3   |
| -    | Gustaaf van Hulstijn      | Paesi Bassi | DNF | DNF |

| Pos. | Atleta                        | Nazione     | TV | TS |
| ---- | ----------------------------- | ----------- | -- | -- |
| 1    | Péter Tóth                    | Ungheria    | 4  | 0  |
| 2    | Jenő Szántay                  | Ungheria    | 3  | 1  |
| 3    | Alfred Labouchere             | Paesi Bassi | 1  | 3  |
| 3    | Fritz Flesch                  | Austria     | 1  | 3  |
| 3    | Willem Hubert van Blijenburgh | Paesi Bassi | 1  | 3  |

| Pos. | Atleta                   | Nazione   | TV | TS | VS | SS |
| ---- | ------------------------ | --------- | -- | -- | -- | -- |
| 1    | Georges de la Falaise    | Francia   | 2  | 1  | 2  | 0  |
| 2    | Lauritz Christian Østrup | Danimarca | 2  | 1  | 1  | 1  |
| 3    | Jenő Apáthy              | Ungheria  | 2  | 1  | 0  | 2  |
| 4    | Einar Schwarz-Nielsen    | Danimarca | 0  | 3  |    |    |

### 3 turno
Si disputarono W gironi, i primi 4 classificati accedevano alla finale.
| Pos. | Atleta                    | Nazione     | TV | TS |
| ---- | ------------------------- | ----------- | -- | -- |
| 1    | Jenő Fuchs                | Ungheria    | 6  | 1  |
| 2    | Lajos Werkner             | Ungheria    | 5  | 2  |
| 3    | Jenő Szántay              | Ungheria    | 4  | 3  |
| 3    | Georges de la Falaise     | Francia     | 4  | 3  |
| 5    | Marcello Bertinetti       | Italia      | 3  | 4  |
| 5    | Dezső Földes              | Ungheria    | 3  | 4  |
| 7    | Barry Notley              | Regno Unito | 2  | 5  |
| 8    | Bertrand Marie de Lesseps | Francia     | 1  | 6  |

| Pos. | Atleta                     | Nazione     | TV  | TS  |
| ---- | -------------------------- | ----------- | --- | --- |
| 1    | Vilém Goppold von Lobsdorf | Boemia      | 5   | 2   |
| 1    | Béla Zulawszky             | Ungheria    | 5   | 2   |
| 3    | Péter Tóth                 | Ungheria    | 4   | 2   |
| 3    | Jetze Doorman              | Paesi Bassi | 4   | 2   |
| 5    | Oszkár Gerde               | Ungheria    | 4   | 3   |
| 6    | Lauritz Christian Østrup   | Danimarca   | 3   | 4   |
| 7    | Joseph Van der Voodt       | Belgio      | 0   | 6   |
| -    | Sante Ceccherini           | Italia      | DNF | DNF |

## Girone Finale
| Pos.    | Atleta                     | Nazione     | Totale | Totale | Totale | Assalti | Assalti | Assalti | Assalti | Assalti | Assalti | Assalti | Assalti |
| Pos.    | Atleta                     | Nazione     | TV     | TS     | TN     | FUC     | ZUL     | LOB     | SZA     | TOT     | WER     | DOO     | FAL     |
| ------- | -------------------------- | ----------- | ------ | ------ | ------ | ------- | ------- | ------- | ------- | ------- | ------- | ------- | ------- |
| Oro     | Jenő Fuchs                 | Ungheria    | 6      | 0      | 1      | =       | V       | P       | V       | V       | V       | V       | V       |
| Argento | Béla Zulawszky             | Ungheria    | 6      | 1      | 0      | S       | =       | V       | V       | V       | V       | V       | V       |
| Bronzo  | Vilém Goppold von Lobsdorf | Boemia      | 4      | 2      | 1      | P       | S       | =       | V       | S       | V       | V       | V       |
| 4       | Jenő Szántay               | Ungheria    | 3      | 3      | 1      | S       | S       | S       | =       | V       | V       | P       | V       |
| 5       | Péter Tóth                 | Ungheria    | 3      | 4      | 0      | S       | S       | V       | S       | =       | V       | V       | S       |
| 6       | Lajos Werkner              | Ungheria    | 2      | 5      | 0      | S       | S       | S       | S       | S       | =       | V       | V       |
| 7       | Jetze Doorman              | Paesi Bassi | 1      | 5      | 1      | S       | S       | S       | P       | S       | S       | =       | V       |
| 8       | Georges de la Falaise      | Francia     | 1      | 6      | 0      | S       | S       | S       | S       | V       | S       | S       | =       |

Legenda della griglia: V=Vittoria; S=Sconfitta; P=Pari.